# Martha and the Vandellas
Martha and the Vandellas (с 1967 по 1972 были известны как Martha Reeves and the Vandellas) — одна из самых успешных групп, работавших на студии звукозаписи Моутаун в период с 1963 по 1967 годы. От других моутаунских групп, таких как The Supremes и The Marvelettes, Martha and the Vandellas отличались более жёстким ритм-н-блюзовым звучанием, например, в песнях «(Love Is Like a) Heat Wave», «Nowhere to Run», «Jimmy Mack» и особенно в песне, которая стала их визитной карточкой, «Dancing in the Street».
В течение девяти лет с 1963 по 1972, Martha and the Vandellas записали двадцать шесть хитов в самых разных стилях: ритм-н-блюз, ду-воп, поп, блюз, рок и соул. Десять песен Vandellas вошли в лучшую десятку Billboard хит-парад ритм-н-блюза, в том числе два ритм-н-блюзовых хита № 1. Двенадцать песен Vandellas попали в лучшие 40 Горячей сотни Billboard, шесть из которых вошли в лучшую десятку в том числе «Dancing in the Street», «Heat Wave», «Nowhere to Run» и «Jimmy Mack».
В 2004 году журнал Rolling Stone поместил Martha and the Vandellas на 96-ю строчку в списке 100 самых лучших исполнителей всех времён.